# Tour de Marlat
La tour de Marlat est un édifice médiéval situé sur le territoire de la commune d'Auzers, en France.

## Généralités
La tour est située sur le territoire de la commune d'Auzers; dans le département du Cantal, en région Auvergne-Rhône-Alpes, en France. La tour est un élément d'un ensemble défensif plus important.

## Historique
La tour date du XIe siècle ou XIIe siècle et est probablement remaniée aux XIIIe siècle ou XIVe siècle.
La tour est inscrite au titre des monuments historiques par arrêté du 12 décembre 1963.

## Description
La tour s'élève sur un plan rectangulaire. La partie basse de la tour est en basalte et possède vraisemblablement plusieurs niveaux : au rez-de-chaussée, un cellier pour la conservation des denrées et au-dessus séparé par un plancher, un espace résidentiel ou défensif. La partie haute de la tour correspond à une surélévation opérée au XIIIe siècle ou XIVe siècle, donnant deux niveaux supplémentaires ayant une fonction militaire et / ou résidentielle. Le dernier niveau était couvert par une voûte aujourd'hui disparue,.